# Arli (Fluss)
Der Arli ist ein Nebenfluss des Pendjari (Oti) in Burkina Faso. 

## Verlauf
Der Fluss entspringt im Südosten Burkina Fasos. Er verläuft zunächst in südöstlicher Richtung. Etwa 25 km vor seiner Mündung schwenkt er auf Süden. Im Nationalpark Arly, an der Grenze zu Benin, mündet er in den Pendjari.

## Abgrenzung
Die genaue Bezeichnung des Oberlaufes ist je nach Quelle unterschiedlich. Oft wird das Einzugsgebiet auch als Doubodo/Arly – System bezeichnet, da der Doubodo deutlich länger als der Arli ist.